# 2-氨基苯并噻唑

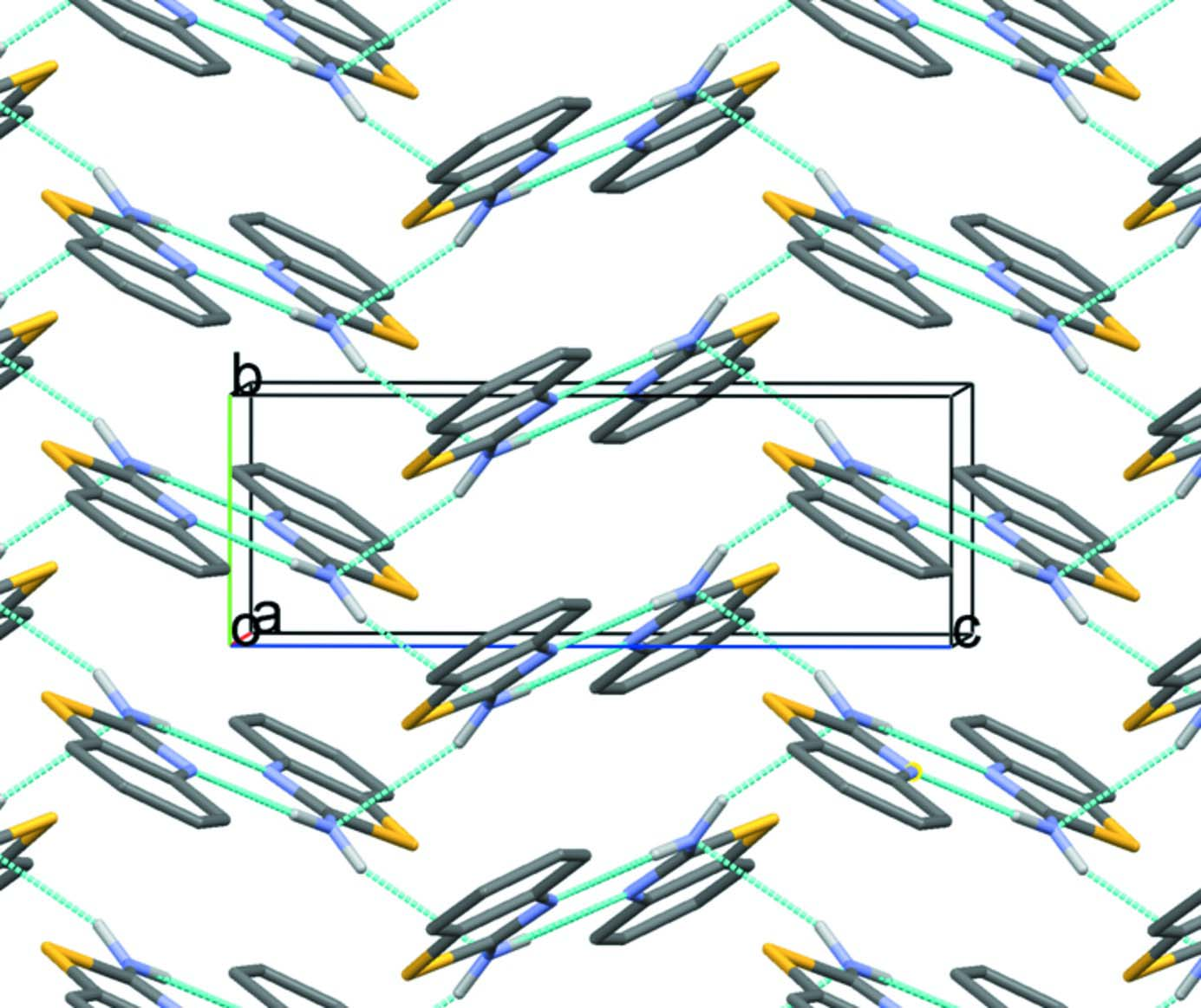
2-氨基苯并噻唑的氢键示意图

2-氨基苯并噻唑是一种有机硫化合物，化学式为C7H6N2S。它可由苯胺、硫氰酸铵和溴在乙酸中反应得到。它和碘甲烷在乙腈中反应，可以得到2-氨基-3-甲基苯并噻唑鎓碘化物。它和氯乙酰氯在碳酸钾存在下于氯仿中反应，可以得到2-(氯乙酰氨基)苯并噻唑。